# 캄보디아 인권센터
캄보디아 인권 센터(CCHR; 크메르어: មជ្ឈមណ្ឌលសិទ្ធិមនុស្សកម្ពុជា)는 캄보디아 전역에서 민주주의와 인권 존중을 증진하고 보호하기 위해 활동하는 비당파적 독립 비정부 기구이다. 주로 민권과 참정권과 상호 연결된 다양한 인권 문제에 초점을 맞춘다. 조직 로고의 하늘색 원 밖으로 날아가는 흰 새는 캄보디아의 자유를 향한 염원을 상징한다.
CCHR은 2002년 10월 내무부에 등록되었고 2002년 11월 12일에 공식 출범했다. 설립 이래 CCHR은 지역사회 역량 강화에 중점을 두었으며, 캄보디아 전역에서 공개 포럼을 촉진한 최초의 비정부 기구였다. 이 공개 포럼은 CCHR이 2003년에 설립한 라디오 프로그램인 보이스 오브 데모크라시(VOD)에서 방송되었다. 2007년 6월, 캄보디아 독립 미디어 센터(CCIM)는 VOD를 독립 라디오 방송국으로 운영하기 위해 설립되었다.
CCHR의 핵심 초점 분야는 기본적 자유 보호, 사법 및 입법 개혁, 평등 및 차별, 기업 및 인권, 정치 참여, 권리 및 개혁을 포함한다.

## 비전
CCHR의 비전은 모든 사람이 자신이 누릴 자격이 있는 기본적 인권을 누리고, 모든 사람이 법치주의에 따라 처벌받지 않으며, 모든 사람이 차별 없이 평등하게 대우받고, 모든 사람이 민주적 과정에 완전히 참여할 수 있으며, 모든 사람이 캄보디아의 지속적인 경제 발전의 혜택을 공유할 수 있는 비폭력적인 캄보디아를 만드는 것이다.

## 임무
캄보디아에 거주하는 모든 사람들의 이익을 위해 민주주의와 인권, 특히 민권과 참정권에 대한 존중을 증진하고 보호하는 것.

## 주제 영역

### 기본적 자유 보호
평화로운 집회, 결사, 표현의 권리를 포함한 기본적 자유에 대한 명확한 보호에도 불구하고, UDHR와 ICCPR(캄보디아 법에 통합됨), 캄보디아 왕국 헌법에서 이러한 자유는 지난 몇 년 동안 캄보디아에서 상당히 제한되었다.
사법 시스템은 또한 RGC를 비판하는 개인을 괴롭히는 데 자주 사용되었다. 인권 옹호자, 언론인, 노조 지도자, 토지 권리 운동가 및 정치 야당은 선동 또는 형사상 손해를 포함하여 종종 체포, 기소 및 투옥된다.
이 분야에서 CCHR의 활동은 인권 옹호자와 평화로운 시위대가 겪는 기본적 자유에 대한 제한 및 침해를 다루기 위해 노력한다. 이는 사법 개혁에 의사 결정자를 참여시키기 위해 권리 침해 사례에 대한 인식을 높이고, 결사 및 비정부 기구 법률(LANGO) 및 노동조합법과 같은 억압적인 법률에 반대하는 옹호 활동을 하며, 국내외적으로 캄보디아에서 기본적 자유 실현에 대한 대중의 요구를 증가시킴으로써 이루어진다.

### 사법부
CCHR은 공정한 재판 권리 및 적법 절차의 지속적인 위반을 포함한 사법 심리 분석과 인권을 침해하는 새롭고 보류 중인 억압적인 법률 분석 모두에서 법률 분석 전문성으로 널리 존경받고 있다.
일반적으로 캄보디아 법원은 비독립적이고 무능하며 편향된 것으로 간주된다. 정치적 동기가 있는 사건은 야당 정치인, 토지 권리 운동가 및 인권 옹호를 주장하는 사람들에게 제기되었다. 반대로, 정부 관련 또는 권한 있는 위치에 있는 사람들은 심각한 형사 범죄와 관련이 있을 때도 불처벌을 누려왔다.
대법원 조직 및 기능에 관한 법률과 판사 및 검사 지위에 관한 법률("사법 법률")은 법무부 및 대법원에 과도한 권한을 부여한다. 법무부가 현재 판사 및 검사에게 미치는 영향력 수준에 대한 심각한 우려가 있으며, 이는 권력 분립 원칙을 위반하고 사법 독립성을 훼손한다.

### 기업 및 인권(BHR)
캄보디아에서 발생하는 많은 인권 침해는 민간 부문 행위자들의 활동 및 운영으로 인해 발생한다. 캄보디아는 전통적으로 주로 농촌 인구와 소규모 농업 경제를 가졌기 때문에, 많은 가난하고 취약한 지역사회는 이제 이러한 급속한 발전으로 인해 권리를 박탈당하고 소외되고 있다.
CCHR의 기업 및 인권 프로젝트는 역사적으로 캄보디아 및 해외의 대중이 캄보디아에서 운영되는 의류 공장의 인권 존중에 대한 요구를 증가시키고 GP를 의류 공장의 정책 및 일상 업무에 통합하는 목표를 향해 노력해 왔다. 이는 법치주의가 심각하게 결여된 국가에서 국내외 투자 및 개발이 호황을 누리는 시기에 기업 및 투자가 캄보디아의 인권 환경에 미치는 전반적인 영향을 포함하도록 확장되고 있다.

### 토지 및 천연자원 권리
토지 권리 침해는 캄보디아에서 가장 두드러지고 만연한 인권 침해 형태 중 하나로 남아 있다. 국내 및 국제법에 따른 토지 권리 보호에도 불구하고, 국가의 광대한 지역이 악명 높고 불투명한 경제 토지 양보를 통해 상업적 착취를 위해 임대되었다. 토지 소유권의 불안정성(광범위한 공식 토지 소유권 부족으로 인한), 토지 권리 침해자들에 대한 거의 완전한 불처벌, 그리고 약한 법 집행은 모두 강제 토지 퇴거, 불법 토지 강탈 및 토지 분쟁에 더욱 기여했다. 약하고 소외되고 취약한 사람들은 거의 승리하지 못한다. 종종 강력한 기업 이익에 의한 토지 청구에 이의를 제기하는 개인들은 괴롭힘, 사법적 및 신체적 공격에 직면하며, 토지 권리 및 기타 인권 침해 가해자들은 거의 책임을 지지 않는다. CCHR은 인권 침해로 고통받는 토지 권리 운동가들을 HRD 보호 메커니즘 및 기금을 통해 지원한다.

### 평등과 차별
캄보디아에서는 동성애가 범죄화되지 않았지만, 레즈비언, 게이, 양성애자, 트랜스젠더, 간성, 퀴어(LGBTIQ) 사람들은 성적 지향 및 성 정체성 및 표현(SOGIE)에 대한 차별과 학대로 고통받고 있다고 계속 보고하고 있으며, SOGIE를 이유로 한 차별을 금지하는 증오 범죄 방지 법률은 아직 없다.
CCHR은 SOGIE 관련 활동으로 매우 잘 알려져 있다. 수년 동안 현재 상당한 차별에 직면하고 있는 캄보디아 LGBTIQ 사람들의 인권을 증진하고 보호하는 매우 효과적인 SOGIE 프로젝트를 운영해 왔다. 이는 LGBTIQ 활동가 및 피해자를 지원하고 그들이 자신의 인권을 옹호할 수 있도록 역량을 강화함으로써 이루어진다.
캄보디아 여성들은 계속해서 상당한 권리 침해에 직면하고 있다. 캄보디아에서 가정 폭력 문화를 종식시키기 위한 노력은 거의 이루어지지 않았으며, 가정 폭력과 강간이 높은 비율로 발생한다. 가정 폭력 예방 및 피해자 보호 법률 2005와 같은 강력한 법률이 존재하지만, 가정 폭력 및 강간 사건은 재판에 거의 회부되지 않는다.
CCHR은 또한 2013년 국회 선거를 위한 정치 캠페인 시작 이후 캄보디아에 그림자를 드리운 반베트남 수사와 인종차별주의라는 우려스러운 경향에 특히 초점을 맞추어 민족 및 소수자 권리에 대한 프로그램을 개발하고 있다. 이 분야는 2013년 선거 이후 CCHR이 원칙적이고 권위 있는 목소리를 확립한 분야이며, 베트남 남부의 곤경에 처한 크메르 크롬 소수자의 권리에도 초점을 맞추고 있다.

### 인권 옹호자(HRDs)
유엔 HRD 선언(HRD 선언)은 인권 및 기본적 자유의 보호 및 실현을 증진하고 노력할 권리, 표현의 자유 및 평화로운 집회의 권리, 비정부 기구, 협회 또는 단체를 결성, 가입 및 참여할 권리를 재확인한다. 또한, HRD 선언 제12조 2항에 따라 관련 당국은 HRD 활동으로 인해 발생하는 체포, 폭력, 위협, 보복 및 모든 차별로부터 HRD를 보호해야 하며, HRD 선언은 HRD가 국내법에 따라 보호되어야 함을 강조한다. 그러나 RGC는 위협, 괴롭힘 및 신체적 폭력에 계속 직면하는 HRD를 보호하기 위한 정책이나 독립적인 메커니즘을 개발하지 않았다.

### 인권 교육
공공, 민간 및 비정부 기구 부문의 권력 있는 위치에 있는 사람들을 포함한 캄보디아인들 사이에서 인권에 대한 이해가 여전히 부족하다는 점은 우려스럽다. 가장 중요한 것은 국제 인권법과 캄보디아 사법부가 이를 캄보디아 국내법에 통합하는 것에 대한 근본적인 인식 부족(자발적이든 아니든)이 있다는 것이다. 또한 인권 담론을 비인격화하여 인권을 더럽고 파괴적인 것이 아니라 존경스럽고 영감을 주는 대화 주제로 보는 시급한 필요성이 있다.

### 정보 통신 기술(ICT) 및 디지털 권리
이 분야에서 CCHR의 활동은 기본적 자유 보호 활동과 교차한다. 현재 위협받고 사법적으로 괴롭힘을 당하는 많은 HRD는 페이스북과 트위터에 올린 정치적으로 민감한 게시물에 대한 대응으로 표적이 되는 온라인 활동가이다. CCHR은 제한적인 법률에 반대하고 ICT 도구 및 프로토콜 사용법을 HRD에게 교육한다.

## 역사

### 켐 소카
CCHR은 1993년부터 1998년까지 국회의원, 1999년부터 2002년까지 상원의원, 2007년부터 인권당(HRP) 지도자, 2012년부터 현재까지 새로운 야당인 캄보디아 국가 구조당(CNRP) 부통령, 2014년부터 2015년까지 국회 전 수석 부통령이었던 켐 소카에 의해 2002년에 설립되었다. CCHR은 2002년 10월 내무부에 공식 등록되었고 2002년 11월 12일 캄보디아의 민주주의와 인권을 증진하고 보호하기 위해 출범했다. 그 이후로 인권과 캄보디아에 대한 열정을 공유하는 인상적인 이사회에 의해 운영되어 왔다.
그들은 CCHR의 지역사회 역량 강화 프로그램(CEP)의 핵심 프로젝트가 되었다. 2006년 12월, 켐 소카와 다른 시민권 지도자들은 캄보디아 왕립 정부(RGC)를 명예 훼손했다는 혐의로 체포되어 투옥되었다. 그들은 CCHR의 다음 회장인 우 비락이 주도한 캠페인 후 석방되었다.

### 우 비락
2007년 4월부터 2013년 12월까지 우 비락은 CCHR 회장이었다. 그는 캄보디아 표현의 자유를 위한 동맹의 설립자였으며, 2007년에는 CCHR 전 회장인 켐 소카와 다른 사람들을 감옥에서 석방시키고 캄보디아에서 명예 훼손을 비범죄화하기 위한 이전 캠페인으로 리복 인권상을 수상했다. 2014년 1월부터 2014년 12월까지 그는 캄보디아의 저명한 여성 블로거이자 노련한 인권 및 민주주의 운동가인 착 소피압이 전무 이사로 임명되어 CCHR의 일상적인 리더십을 맡았던 1년간의 전환 기간 동안 이사회 의장을 역임했다. 우 비락은 2014년 12월에 이사직을 사임했다.

### 착 소피압
착 소피압은 2014년 3월부터 CCHR의 전무 이사로 재직 중이다. 그녀는 국내에서 가장 저명한 인권 옹호자 중 한 명으로, 그녀의 활동은 버락 오바마 미국 대통령과 캄보디아 시민 사회 및 캄보디아 국민들에게 인정받았다.
소피압은 국제 관계 및 경제학 학사 학위를 두 개 가지고 있으며, 일본 국제대학교에서 국제 평화 연구 석사 학위를 취득했다. 소피압은 또한 2009년까지 더 큰 시민 참여를 위해 전국 청년 활동가들을 동원한 캄보디아 청년 변화 네트워크를 운영했으며, 현재 글로벌 보이스 온라인과 퓨처 챌린지의 기고가이다. 소피압은 2005년 말 옹호 조교로 CCHR에 합류했으며, 나중에 옹호 책임자가 되었다. 2008년, 그녀는 일본에서 대학원 공부를 계속하기 위해 CCHR을 떠났고 2010년 중반에 행정 조교로 CCHR에 재합류했으며, 마침내 2011년 10월 프로그램 디렉터가 되어 현재의 직책에 이르렀다.

## 거버넌스
CCHR은 헌법과 정관에 따라 운영된다. 이사회와 고문단으로 구성되어 있으며, 이들은 인권에 대한 열정을 가진 성공적이고 영향력 있는 개인들로 CCHR의 활동을 지원한다. CCHR은 전무 이사 착 소피압, 재무 이사 칸 칼리나, 수석 연구원 초르 찬티다로 구성된 경영 위원회에 의해 매일 관리된다.

### 이사회
이사회는 다음을 포함한다.
- 윤 마네는 왕립 법률경제대학교를 졸업했으며, 캄보디아 원주민 청년 협회 이사회 의장이자 꾸이 문화 증진 단체의 이사회 구성원이다. 마네는 유엔 개발 계획 지역 원주민 프로그램에서 3년 반 동안, 국제 노동 기구 원주민 지원 프로젝트에서 2년 동안 프로그램 책임자로 근무했다.
- 프록 바니는 평화를 위한 실무 그룹의 일원이며, 캄보디아 인권 센터를 포함한 여러 비정부 기구의 이사회에 소속되어 있다. 바니는 이전에 캄보디아 인권 센터(CCHR)에서 캄보디아 여성 정치 참여 증진 프로젝트의 컨설턴트로 근무했다. CCHR에서 근무하기 전, 바니는 지역사회 개발, 성과 기반 관리, 젠더 개념, 젠더 감수성, 제안서 작성, 전략 기획 및 프로젝트 관리 등 다양한 주제에 대한 강사였다. 지역 비정부 기구인 헤마라의 전무 이사이자 여성 차별 철폐 협약의 국가 코디네이터로 활동했다.
- 헹 스레앙은 독립 연구자로, 2004년부터 캄보디아 파냐사스트라 대학교에서 강사이자 학부생 자문위원으로 근무하고 있다. 가르치고 연구하는 것 외에도 헹 스레앙은 PEN 캄보디아 회장이자 런던에 본부를 둔 국제 문학 협회인 PEN 인터내셔널의 자원봉사자이다. 2006년부터 2008년까지 헹 스레앙은 프놈펜의 크메르 연구 센터에서 콘텐츠 검토자 및 편집자로 일했다. 그는 현재 네덜란드 암스테르담 자유대학교에서 기업가 정신 및 경제 개발 박사 과정 후보이다.
- 산 칼리안은 토지 퇴거, 표현의 자유 및 정보의 자유를 포함한 인권 문제에 특화된 연구원 및 컨설턴트이다. 이전에 그녀는 캄보디아 문서 센터("DCCam")의 월간 잡지에서 숙련된 연구원 및 편집자로 근무했다. DCCam을 떠난 후, 그녀는 휴먼 라이츠 워치 및 인터뉴스 유럽을 포함한 여러 국제기구에서 연구 조교/연구원으로 근무했다. 그녀는 스웨덴 예테보리 대학교에서 국제 박물관학 석사 학위를 취득했다.

### 고문
CCHR은 또한 인권에 대한 열정을 가지고 CCHR의 활동을 지원하는 성공적이고 영향력 있는 개인들로 구성된 고문단을 보유하고 있다. 다음을 포함한다.
- 소피얼 이어, 미 해군대학원 국가안보학과 조교수로, 세계은행, 아시아 개발 은행 및 유엔 개발 계획에서 분쟁 후 국가들에 대한 경험이 있으며 동남아시아를 전문으로 한다. 소피얼은 2006년 캘리포니아 대학교 버클리에서 정치학 박사 학위를 받았다.
- 조나단 에이킨, 작가이자 방송인, 국제 교도소 친선회 이사, 트리니티 포럼 유럽 지부 전무 이사, 크리스천 솔리다리티 월드와이드 명예 회장, 사회 정의 센터의 교도소 개혁 정책 연구 그룹 의장, 전 영국 국회의원이자 내각 장관;
- 바바라 크로셋, 기자이자 작가, 1994년부터 2001년까지 유엔의 뉴욕 타임스 지국장 및 전 동남아시아 및 남아시아 수석 특파원, 조지 폴크 상 (1991), 실루리안즈 25년 공로상 (1998), 유엔 비즈니스 협의회 콘 페리 상 (1998), 그리고 유엔 특파원 협회 평생 공로상 (2003) 수상자;
- 웨인 조다쉬, 영국 국제 형사 변호사로 영국, 르완다 국제형사재판소, 구유고슬라비아 국제형사재판소 및 시에라리온 특별법원에서 고객을 대리했다.

### 경영 위원회
CCHR은 전무 이사 착 소피압, 재무 이사 칸 칼리나, 프로그램 디렉터 초르 찬티다로 구성된 경영 위원회에 의해 매일 관리된다.

## 제휴 및 협력
CCHR은 여러 국내, 지역 및 국제 조직과 비공식적으로 제휴하고 협력한다. 이러한 관계는 캄보디아에서 인권을 증진하고 보호하기 위한 활동을 강화한다. 예를 들어, CCHR은 표현의 자유를 위한 글로벌 네트워크인 국제 표현의 자유 교류(IFEX), 고문 반대 세계 기구(OMCT), SOS-고문 네트워크, 동남아시아 언론 동맹("SEAPA")의 회원이다.

## 후원자 및 지지자
CCHR의 후원자로는 미국 국제개발처(USAID), 유럽 연합(EU), 비영리 법률을 위한 국제 센터(ICNL), 스웨덴 성교육 협회(RFSU), 네덜란드 외무부의 공정·녹색·글로벌 동맹, 독일 국제 협력 협회(GIZ), 캐나다 언론인 자유 표현 및 국제 표현의 자유, 열린사회재단, 디아코니아, 프리덤 하우스, 액션 에이드 등이 있다.

## 같이 보기
- 캄보디아
- 캄보디아의 인권
- 크메르 루주
- 캄보디아의 정치
- 우 비락
- 켐 소카
- 로스 소피압

## 내용주
1. ↑  “Cambodian Center for Human Rights”. 2009년 6월 7일에 원본 문서에서 보존된 문서. 2021년 1월 4일에 확인함.
2. ↑  “Country Reports on Human Rights Practices for 2011”. 《www.sithi.org》. 2016년 6월 21일에 확인함.
3. ↑  “Registration Letter of the Royal Government of Cambodia', Ministry of Interior, 3 October 2002” (PDF).
4. ↑  “Awardee Ou Virak – "We are trying to change the law"', Reebok Human Rights Foundation, 2007”. 2009년 5월 9일에 원본 문서에서 보존된 문서.
5. ↑  “Remarks by the President at Clinton Global Initiative”. 《whitehouse.gov》. 2014년 9월 23일. 2016년 6월 21일에 확인함 – 국립 기록 관리청 경유.
6. ↑  “Constitution and By-Laws', CCHR, 2002” (PDF).
7. ↑  “Board of Directors (PDF), Cambodian Center for Human Rights” (PDF).